# U-482 (tàu ngầm Đức)
U-482 là một tàu ngầm tấn công  Lớp Type VII thuộc phân lớp Type VIIC được Hải quân Đức Quốc Xã chế tạo trong Chiến tranh Thế giới thứ hai. Nhập biên chế năm 1943, nó đã thực hiện được hai chuyến tuần tra, đánh chìm được bốn tàu buôn với tổng tải trọng 31.611 GRT cùng một tàu chiến tải trọng 1.010 tấn. Trong chuyến tuần tra cuối cùng, U-482 bị tàu frigate HMS Ascension của Hải quân Hoàng gia Anh đánh chìm trong Đại Tây Dương về phía Tây quần đảo Shetland vào ngày 25 tháng 11, 1944.

## Thiết kế và chế tạo

### Thiết kế

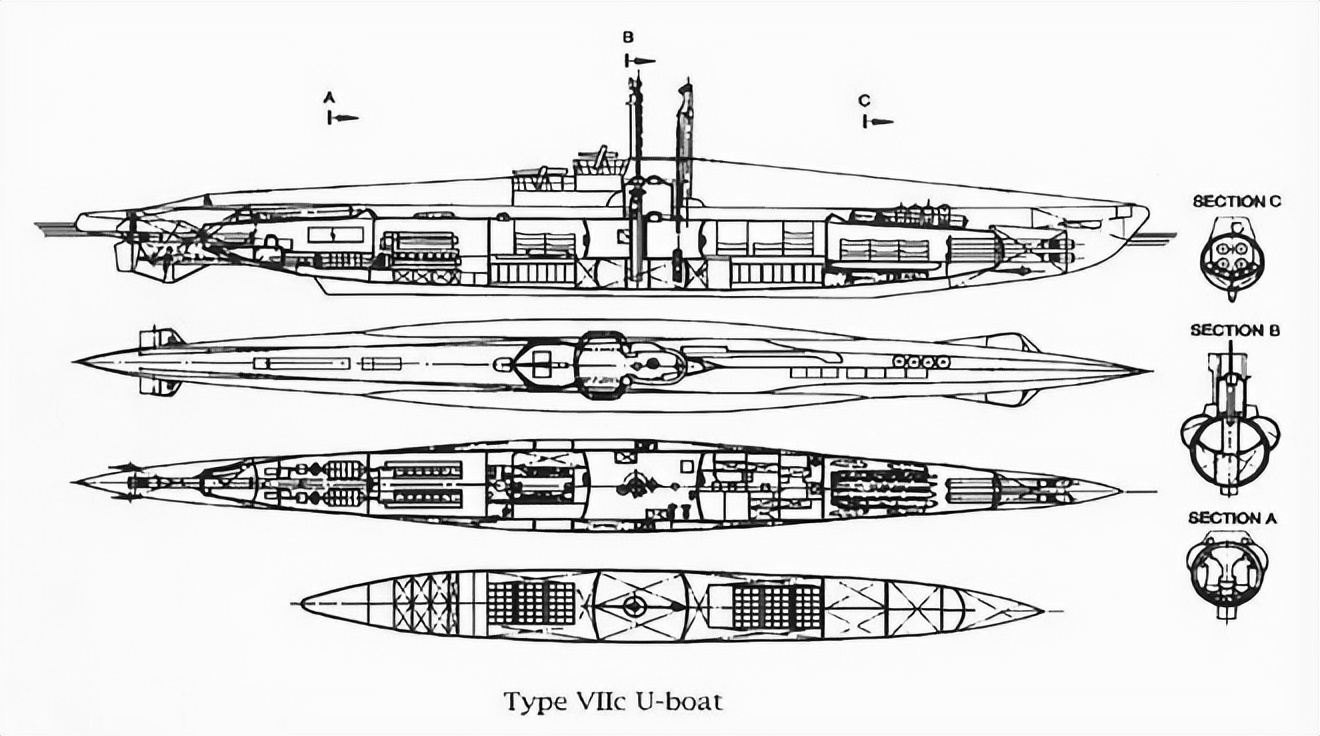
Sơ đồ các mặt cắt một tàu ngầm Type VIIC

Phân lớp VIIC của Tàu ngầm Type VII là một phiên bản VIIB được kéo dài thêm. Chúng có trọng lượng choán nước 769 t (757 tấn Anh) khi nổi và 871 t (857 tấn Anh) khi lặn). Con tàu có chiều dài chung 67,10 m (220 ft 2 in), lớp vỏ trong chịu áp lực dài 50,50 m (165 ft 8 in), mạn tàu rộng 6,20 m (20 ft 4 in), chiều cao 9,60 m (31 ft 6 in) và mớn nước 4,74 m (15 ft 7 in).
Chúng trang bị hai động cơ diesel Germaniawerft F46 siêu tăng áp 6-xy lanh 4 thì, tổng công suất 2.800–3.200 PS (2.100–2.400 kW; 2.800–3.200 bhp), dẫn động hai trục chân vịt đường kính 1,23 m (4,0 ft), cho phép đạt tốc độ tối đa 17,7 kn (32,8 km/h), và tầm hoạt động tối đa 8.500 nmi (15.700 km) khi đi tốc độ đường trường 10 kn (19 km/h). Khi đi ngầm dưới nước, chúng sử dụng hai động cơ/máy phát điện Garbe, Lahmeyer & Co. RP 137/c  tổng công suất 750 PS (550 kW; 740 shp). Tốc độ tối đa khi lặn là 7,6 kn (14,1 km/h), và tầm hoạt động 80 nmi (150 km) ở tốc độ 4 kn (7,4 km/h). Con tàu có khả năng lặn sâu đến 230 m (750 ft).
Vũ khí trang bị có năm ống phóng ngư lôi 53,3 cm (21 in), bao gồm bốn ống trước mũi và một ống phía đuôi, và mang theo tổng cộng 14 quả ngư lôi, hoặc tối đa 22 quả thủy lôi TMA, hoặc 33 quả TMB. Tàu ngầm Type VIIC bố trí một hải pháo 8,8 cm SK C/35 cùng một pháo phòng không 2 cm (0,79 in) trên boong tàu. Thủy thủ đoàn bao gồm 4 sĩ quan và 40-56 thủy thủ.

### Chế tạo
U-482 được đặt hàng vào ngày 5 tháng 6, 1941, và được đặt lườn tại xưởng tàu của hãng Deutsche Werke AG ở Kiel vào ngày 13 tháng 2, 1942. Nó được hạ thủy vào ngày 25 tháng 9, 1943, và nhập biên chế cùng Hải quân Đức Quốc Xã vào ngày 1 tháng 12, 1943 dưới quyền chỉ huy của Hạm trưởng, Đại úy Hải quân Hartmut Graf von Matuschka.

## Lịch sử hoạt động
Chiếc tàu ngầm được nâng cấp vào tháng 6, 1944, được trang bị ống hơi nhằm cải thiện tính năng đi ngầm dưới nước. Sau khi hoàn tất việc huấn luyện trong thành phần Chi hạm đội U-boat 5, U-482 được điều sang Chi hạm đội U-boat 9 từ ngày 1 tháng 8, 1944 để hoạt động trên tuyến đầu, và cuối cùng sang Chi hạm đội U-boat 11 từ ngày 1 tháng 10 cho đến khi bị mất.

### Chuyến tuần tra thứ nhất
U-482 đã di chuyển từ cảng Kiel, Đức đến các cảng Horten và Bergen cùng thuộc Na Uy vào đầu tháng 8, 1944. Nó khởi hành từ Bergen vào ngày 16 tháng 8, và đã băng qua khe GI-UK giữa các quần đảo Shetland và Faroe để vòng qua quần đảo Anh nhằm hoạt động tại các vùng biển Đại Tây Dương về phía Nam Iceland và phía Bắc Ireland, trước khi quay trở về Bergen vào ngày 26 tháng 9.
Đây trở thành chuyến tuần tra thành công nhất của một tàu U-boat Type VII trong cả năm 1944, khi chỉ trong vòng chín ngày, U-482 đã lần lượt đánh chìm tàu chở dầu Hoa Kỳ Jacksonville 10.448 GRT vào ngày 30 tháng 8 tại tọa độ 55°30′B 07°38′T / 55,5°B 7,633°T; tàu corvette Anh HMS Hurst Castle (1.010 tấn) 55°27′B 08°12′T / 55,45°B 8,2°T; tàu buôn Na Uy Fjordheim 4.115 GRT vào ngày 3 tháng 9 tại tọa độ 55°55′B 09°28′T / 55,917°B 9,467°T;  tàu chở dầu Anh Empire Heritage 15.702 GRT vào ngày 8 tháng 9 tại tọa độ 55°27′B 08°01′T / 55,45°B 8,017°T;  và tàu cứu hộ Anh Pinto 1.346 GRT cùng vào ngày 8 tháng 9 tại tọa độ 55°27′B 08°01′T / 55,45°B 8,017°T.

### Chuyến tuần tra thứ hai – Bị mất
U-482 lại xuất phát từ cảng Bergen vào ngày 18 tháng 11 cho chuyến tuần tra tiếp theo, và tìm cách băng qua khe GI-UK giữa các quần đảo Shetland và Faroe để vòng qua quần đảo Anh nhằm tiến vào Đại Tây Dương. Tuy nhiên nó bị mất tích, và được cho là đã mất với tổn thất toàn bộ 48 thành viên thủy thủ đoàn mà không rõ lý do.
Trong chiến tranh người ta cho rằng mãi cho đến ngày 16 tháng 1, 1945, U-482 mới bị Đội Hỗ trợ 22 Hải quân Hoàng gia Anh  đánh chìm, sau khi nó gây hư hại cho tàu sân bay hộ tống HMS Thane (mà sau này được xác định là bởi tàu ngầm U-1172). Đến thập niên 1990, Hải quân Anh thay đổi quan điểm, xác định U-482 đắm do trúng thủy lôi trong eo biển North, ngoài khơi mũi Malin vào đầu tháng 12, 1944. Đến năm 2005, nhà nghiên cứu U-boat Axel Niestlé xác định U-482 có thể bị tàu frigate HMS Ascension của Hải quân Anh đánh chìm trong Đại Tây Dương về phía Tây quần đảo Shetland vào ngày 25 tháng 11, 1944.

### Tóm tắt chiến công
U-482 đã đánh chìm được bốn tàu buôn với tổng tải trọng 31.611 GRT cùng một tàu chiến tải trọng 1.010 tấn:
| Ngày             | Tên tàu          | Quốc tịch              | Tải trọng | Số phận      |
| ---------------- | ---------------- | ---------------------- | --------- | ------------ |
| 30 tháng 8, 1944 | Jacksonville     | United States          | 10.448    | Bị đánh chìm |
| 1 tháng 9, 1944  | HMS Hurst Castle | Hải quân Hoàng gia Anh | 1.010     | Bị đánh chìm |
| 3 tháng 9, 1944  | Fjordheim        | Norway                 | 4.115     | Bị đánh chìm |
| 8 tháng 9, 1944  | Empire Heritage  | United Kingdom         | 15.702    | Bị đánh chìm |
| 8 tháng 9, 1944  | Pinto            | United Kingdom         | 1.346     | Bị đánh chìm |